# 烏爾里希一世 (東菲士蘭)
烏爾里希一世（Ulrich I. von Ostfrieslan，1408年—1466年），東菲士蘭伯爵（1464—1466），哲科塞納家族成員。

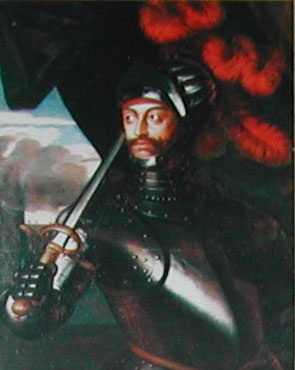
烏爾里希一世

烏爾里希的妻子是忒達·烏克娜，有三子一女。
- 埃諾一世（1460—1491）
- 埃德查一世（1462—1528）
- 阿爾穆特（1465—1522）
- 赫芭（1457—1476）